# Tobias Berger
Tobias Berger (* 2. November 2001 in Schwarzach im Pongau) ist ein österreichischer Fußballspieler.

## Karriere

### Verein
Berger begann seine Karriere beim USV Dorfgastein. 2012 wechselte er in die Jugend des SC Bad Hofgastein. Im Jänner 2015 wechselte er in die Akademie des FC Red Bull Salzburg.
Im Mai 2019 debütierte er bei seinem Kaderdebüt für das Farmteam FC Liefering in der 2. Liga, als er am 29. Spieltag der Saison 2018/19 gegen die Zweitmannschaft des FC Wacker Innsbruck in der Startelf stand.
Im Jänner 2020 wechselte er zum Ligakonkurrenten SC Austria Lustenau, bei dem er einen bis Juni 2021 laufenden Vertrag erhielt. Für Lustenau absolvierte er 41 Zweitligapartien, ehe er mit dem Team 2022 in die Bundesliga aufstieg. Im Oberhaus kam er für die Vorarlberger 39 Mal zum Zug, 2024 stieg Lustenau wieder in die 2. Liga ab. In dieser kam er in der Saison 2024/25 anschließend wieder sechsmal zum Einsatz.
Nach fünfeinhalb Jahren in Lustenau wechselt Berger zur Saison 2025/26 zu Regionalligist FC Wacker Innsbruck.

### Nationalmannschaft
Berger debütierte im Februar 2018 gegen Georgien für die österreichische U-17-Auswahl. Im September 2018 spielte er gegen Rumänien erstmals für die U-18-Mannschaft.
Im November 2019 kam er gegen Gibraltar erstmals für die U-19-Mannschaft zum Einsatz.